# Cacophonous Records
Cacophonous Records — независимый британский лейбл звукозаписи, специализирующийся на издании музыки в жанрах хеви-метал, блэк-метал, дэт-метал и готик-метал. Появившийся в 1993 году, лейбл стал известен благодаря ранним релизам таких групп как Dimmu Borgir, Cradle of Filth и Bal-Sagoth. Некоторая противоречивость в музыкальной направленности лейбла возникла когда «Cacophonous» подписал контракт с группой Antestor, исполняющей анблэк-метал.

## Исполнители (выдержка)
- 13 Candles
- Abyssos
- Ancient Ceremony
- Antestor
- Bal-Sagoth
- Blood Storm
- Christ Agony
- Cradle of Filth
- Deinonychus
- Dimmu Borgir
- Ebony Lake
- Gehenna
- NAOS
- Primordial
- Root
- Scalplock
- Sigh
- Twilight Ophera
- Unsanctum
- Vergelmer